# Калима
Кали́ма (араб. الكلمة‎ — «слово», «изречение») — декларация веры в исламе. Торжественное произнесение калимы шахады является первым из 5 столпов ислама. Вера в смысл содержащихся в калиме слов — первое, что определяет мусульманина, и, как следствие, декламация основанной на калиме шахады является исламской декларацией веры.
Арабский текст — لا اله الا الله محمد رسول الله
Русский перевод — Нет божества, достойного поклонения, кроме Аллаха, Мухаммад — Посланник Аллаха.
Транскрипция — Ля́ Иля́ха илля Лла́х, Муха́ммадун — расу́лю-Лла́х.

## Флаги
Калима присутствует на флаге:
- Саудовской Аравии
- Сомалиленда
- СИСа
- Аль-Каиды
- Имарата Кавказ
- ИДУ
- ИДВТ
- ХАМАСа
- Джебхат ан-Нусра
- Талибана
- Лашкар-е-Тайба
- Техрик-е Талибан Пакистан
- Абу Сайяф